# Eimsbütteler TV
Der Eimsbütteler Turnverband e. V., kurz Eimsbütteler TV oder ETV Hamburg, ist ein Sportverein aus dem Hamburger Stadtteil Eimsbüttel mit 20.511 Mitgliedern (Stand: 31. Dezember 2024). In 24 Abteilungen werden 40 unterschiedliche Sportarten wie Fußball, Handball, Leichtathletik, Basketball, Tischtennis, Unihockey, Volleyball und Turnen angeboten.

## Geschichte
Am 12. Juni 1889 gründeten 60 Männer den Eimsbütteler Männerturnverein. Bereits nach einem Monat spaltete sich die Eimsbütteler Turnerschaft ab. Zwar kam es 1893 zu einer vorübergehenden Vereinigung, doch erst 1898 schlossen sich beide Vereine zum Eimsbütteler Turnverband zusammen, um eine gemeinsame Turnhalle zu bauen, die dann 1910 eröffnet wurde.
Ungewöhnlich für einen Turnverein war, dass sich der ETV in den 1920er Jahren der „Reinlichen Scheidung“ von Turnen und Sport widersetzte und mit seiner Fußballmannschaft im NFV blieb.

## Erfolge

### Turnen
Im Kunstturnen schrieb der Verein Sportgeschichte, als Irmgard Lüdemann im Jahr 1964 die erste Deutsche Meisterin am Sprung der Bundesrepublik Deutschland wurde. Im Einzel-Mehrkampf reichte es zum Vizetitel. Sie verteidigte ihren Sprung-Titel im folgenden Jahr. Als Mitglied der Nationalmannschaft startete Irmgard Lüdemann international auch bei Länderwettkämpfen wie gegen die Sowjetunion (1963), Österreich (1963, 1965), Frankreich (1965) und Ungarn (1966). Als Vereinstrainerin – und Hamburger Verbandstrainerin – führte sie zusammen mit ihrem Ehemann Julius Lüdemann die Turnerinnen zu zahlreichen Erfolgen. So erreichten die Turnerinnen des ETV bei den deutschen Vereinsmannschafts-Meisterschaften im September 1975 in Bergisch Gladbach mit 163,90 Punkten den zweiten Platz. Die Turnerinnen turnten in der eigenen Vereinshalle gegen Auswahlmannschaften unterschiedlicher Länder wie gegen die USA oder Rumänien. Mit Wiebke Hunn vertrat eine weitere Turnerin den ETV auf internationaler Ebene, als sie 1978 bei den Weltmeisterschaften an den Start ging. Im Einzel-Mehrkampf erturnte sie den 90. Rang, mit der Mannschaft des Deutschen Turner-Bundes erreichte sie den 9. Platz. Mittlerweile hat sich das Wettkampfturnen im ETV vom Leistungssport zum Breitensport umorientiert. Hier ist der ETV mit dutzenden Hamburger Einzel- und Mannschaftstiteln unter der Leitung von Angelika Bohnhoff, Katja Scheffler und Florian Schmid einer der erfolgreichsten Vereine der letzten zehn Jahre.
- Deutsche Meisterin am Sprung 1964, 1965
- Deutsche Vizemeisterin im Einzel-Mehrkampf 1964
- Länderwettkämpfe gegen Teams der Sowjetunion, Österreich, Frankreich, Ungarn (1963–1966)
- Vizemeister bei den deutschen Vereinsmannschafts-Meisterschaften 1975
- Weltmeisterschaften 1978: 9. Mannschaft

#### Persönlichkeiten
- Irmgard Lüdemann
- Robert Smuda

### Fechten
- Die Degenmannschaft des ETV wurde bei den Deutschen Fechtmeisterschaften 1954 Dritter.[16]
- Wilfried Wöhler war von 1958 bis 1959 Mitglied des Eimsbütteler TV. Er wurde 1958 deutscher Meister im Säbelfechten. Ein Jahr später wurde er Vizemeister. 1960 nahm er an den Olympischen Spielen in Rom teil, focht jedoch zu dieser Zeit schon beim FC Rothenbaum.
- Erika Bethmann wurde 1968 und 1970 dritte bei den Deutschen Meisterschaften im Florettfechten. Bei den Olympischen Spielen 1972 in München gehörte sie zur Damenflorett-Mannschaft.
- Gesche Reimers und Friederike Janshen wurden 2005 und 2006 bei den Senioren-Meisterschaften in ihrer Altersklasse jeweils Deutsche Meisterin im Säbelfechten. 2006 gelang Friederike Janshen der Einzug ins deutsche Seniorennationalteam, mit dem sie Vizeeuropameisterin im finnischen Turku wurde. Im Mai 2007 wurde die ETV-Fechterin Friederike Janshen im schweizerischen St. Gallen Senioren-Europameisterin (19 Teilnehmerinnen) im Säbelfechten und gewann Bronze im Florett (32 Teilnehmerinnen).

### Faustball
Bereits 1896 wurde die Faustballabteilung gegründet und schon zwei Jahre später fand die erste Turnierteilnahme statt, es folgten weitere Turniere.
1913 wurde im ETV auch Frauenfaustball eingeführt. Die Mannschaften des ETV sammelten fleißig Titel und Platzierungen bei Hamburger, norddeutschen und deutschen Meisterschaften.
Hier nur die echten deutschen Meisterschaften:
- Herren: Deutscher Meister 1928, 1929, 1947, 1948, 1954
- Damen: Deutscher Meister 1934
- männl. Jugend: Deutscher Meister 1956
- Herren Feld AK 30: Deutscher Meister 1962, 1995, 2000, 2001
- Herren Halle AK 30: Deutscher Meister 1997,
- Herren Halle AK 40: Deutscher Meister 2003, 2004, 2005, 2006, 2007
- Herren Feld AK 45: Deutscher Meister 2007, 2008, 2009, 2010, 2011
- Herren Halle AK 45: Deutscher Meister 2009, 2010

Nationalspieler:
- Ehlbeck, Claus 36 Länderspiele davon 4 × Jugend 1972–1973 / 16 × Junioren 1974–1977 / 16 × Herren 1977–1983 Weltmeister 1979 + 1982 / Europameister 1981
- Schoenberner, Peter 5 Länderspiele 1957–1960
- Ehlbeck, Peter 4 Länderspiele 1957–1958
- Eisfeld, Werner 2 Länderspiele 1957

### Korbball
- Deutscher Meister im Feldkorbball der Frauen: 1939, 1949 und 1953
- Deutscher Vizemeister: 1950

### Leichtathletik
- Hans Liesche gewann bei den Olympischen Sommerspielen 1912 in Stockholm die Silbermedaille im Hochsprung.
- Hans-Heinrich Sievert gewann ab 1930 neun deutsche Meistertitel im Kugelstoßen, Diskuswurf, Fünf- und Zehnkampf, nahm 1932 an den Olympischen Spielen teil und verbesserte 1934 den Weltrekord im Zehnkampf.[17]

### Softball
- Die 1. Damen-Mannschaft der ETV-Hamburg Knights ist 1995, 2005 und 2008 Deutscher Meister geworden und gewann außerdem 2004 und 2006 den deutschen Pokal.

### Tischtennis
Die Tischtennisabteilung wurde 1946 gegründet. Während die Herren 1950 in der höchsten Hamburger Spielklasse angekommen waren, spielten die Damen von 1968 bis 1970 sogar in der Oberliga Nord, der damals höchsten deutschen Spielklasse. In der Spielzeit 2022/23 nimmt der ETV mit fünf Herren-Mannschaften, von denen die erste Mannschaft in der Hamburg-Liga antritt, und einer Jungen-U19-Mannschaft am Spielbetrieb teil. Damen-Mannschaften bestehen nicht mehr.

### Volleyball und Beachvolleyball
Die 1. Frauen-Mannschaft des ETV spielte seit 2020 in der 2. Bundesliga Nord, seit 2023 in der 2. Bundesliga Pro und seit 2025 in der 1. Bundesliga. Die 1. Männer spielten von 1993 bis 2006, von 2007 bis 2009 und 2022/23 sowie 2024/25 in der 2. Bundesliga Nord.
- Axel Hager und Jörg Ahmann gewannen bei den Olympischen Sommerspielen 2000 in Sydney die Bronzemedaille im Beachvolleyball.
- Julius Thole und Clemens Wickler wurden 2019 in Hamburg Vizeweltmeister im Beachvolleyball.
- Nils Ehlers und Clemens Wickler gewannen bei den Olympischen Sommerspielen 2024 in Paris die Silbermedaille im Beachvolleyball.

### Wasserball
Bereits seit Mitte der 1950er Jahre besteht beim ETV eine Wasserballabteilung. Die Frauen-Wasserballmannschaft des ETV Hamburg gehörte 1998 zu den Gründungsmitgliedern der Bundesliga. Größter Erfolg der Vereinsgeschichte waren der dritte Platz im deutschen Wasserball-Pokal der Frauen 2013 und 2022 sowie die erstmalige Qualifikation für die Bundesligaplayoffs der Saison 2021/22.

### Handball
- Damen: Deutscher Meister 1958, 1959, 1963 und 1967
- siehe hierzu: Artikel zur Handballabteilung

### Basketball
Beim ETV wurde ab 1937 Basketball gespielt, für die Schulung der Grundlagen der Sportart sorgte Reichstrainer Hugo Murero. Mit dem Hamburger TB und dem Hammer Turnverein gehört der ETV damit zu den ersten Hamburger Vereinen, in denen Basketball betrieben wurde. Damals war die Sportart noch dem Handballverband zugeordnet. Der ETV stellte auch den ersten Hamburger Basketballmeister und erreichte bei der Deutschen Meisterschaft 1938 den dritten Platz.
Murero leitete nach dem Ende des Zweiten Weltkrieges die Gründung einer Basketballabteilung im ETV ein. Der Verein nahm 1949 an der ersten Nachkriegsmeisterschaftsrunde in Hamburg teil, nachdem er bereits 1948 Meister der britischen Besatzungszone gewesen war. 1950 wurde der ETV Hamburger Meister der Herren und qualifizierte sich dadurch für die deutsche Meisterschaft.
In der Saison 2019/20, die aufgrund der Ausbreitung des Coronavirus SARS-CoV-2 vorzeitig beendet wurde, gewannen die ETV-Herren mit einer Bilanz von 19 Siegen und einer Niederlage den Meistertitel in der 1. Regionalliga Nord. Trainerin der Meistermannschaft war Sükran Gencay, die die Eimsbütteler zuvor auch 2015/16 als Vizemeister der Oberliga Hamburg zum Aufstieg in die 2. Regionalliga und 2017/18 in die 1. Regionalliga geführt hatte. Überragende Spieler des ETV-Aufgebots waren der US-Amerikaner Tyseem Lyles, der während der Saison 2019/20 im Durchschnitt 25,8 Punkte je Begegnung erzielte, und der Litauer Vidmantas Uzkuraitis (22,0 Punkte/Spiel). Der ETV bekundete anschließend die Absicht, den Aufstieg in die 2. Bundesliga ProB wahrzunehmen und kündigte an, auch in der bundesweit dritthöchsten Spielklasse keine Spieler bezahlen zu wollen. Zwecks wirtschaftlicher Unterstützung für die Teilnahme an der 2. Bundesliga ProB erhielten die ETV-Basketballer im Sommer 2020 im Rahmen einer Spendensammlung rund 15 700 Euro. Anfang Juli 2020 wurde seitens der Liga die Teilnahmeberechtigung für die dritthöchste Spielklasse erteilt. Mit Lyles ging der beste Korbschütze der Aufstiegssaison, sein Landsmann Will Barnes sollte ihn ersetzen, zog sich aber aus gesundheitlichen und beruflichen Gründen kurz vor dem Saisonbeginn zurück, mit Mubarak Salami und Abdulai Abaker wurde die Mannschaft mit zwei Rückkehrern verstärkt, die ProB-Erfahrung mitbrachten. Trotz des Aufstiegs in die dritthöchste Spielklasse erteilte die Spitze des Hauptvereins Profitum eine Absage mit den Worten: „Wir sind und bleiben ein Amateurverein. Wir treiben Sport aus Leidenschaft und nicht, um mit ihm Geld zu verdienen.“ Dennoch wurde das Ziel ausgegeben, im Großraum Hamburg im Basketball die Nummer zwei hinter den Hamburg Towers zu werden, was unter anderem durch die Einstellung von namhaften Trainern für den Jugendbereich (Paul Larysz, Kay Gausa, Will Barnes) und des ehemaligen Bundesliga-Spielers Marcus Engelke als Leistungssportkoordinator unterstrichen wurde.
Die Saison 2020/21 schloss die ETV-Mannschaft mit vier Siegen und 18 Niederlagen auf dem letzten Tabellenplatz ab. Da die Abstiegsregelung aufgrund der Beeinflussung des Spielbetriebs durch die COVID-19-Pandemie nicht angewandt wurde, verblieben die Hamburger in der Spielklasse. Salami war in der Saison 2020/21 bester Korbschütze der 2. Bundesliga ProB (26,2 Punkte/Spiel), er blieb Eimsbüttel im zweiten ProB-Jahr erhalten, mit Jack Fritsche wurde ein Hamburger geholt, der zuvor in den Vereinigten Staaten am Columbia College spielte, während mit Abaker und Uzkuraitis zwei Leistungsträger gingen. Am Ende der Hauptrunde der Saison 2021/22 lagen die Hamburger mit zwei Siegen und 20 Niederlagen auf dem letzten Tabellenplatz der 2. Bundesliga ProB Nord. Ihre Spiele hatte die Mannschaft mit einem Durchschnitt von fast 24 Punkten Unterschied zum Gegner verloren. ETV-Spieler Mubarak Salami war mit einem Mittelwert von 27,6 Punkten je Begegnung in der Hauptrunde wieder bester Korbschütze der Liga. In der nachfolgenden Abstiegsrunde blieb die Mannschaft sieglos und trat mit einer Gesamtsaisonbilanz von zwei Siegen und 26 Niederlagen den Gang in die Regionalliga an. Am Ende der Saison 2021/22 gab Trainerin Sükran Gencay nach insgesamt 15-jähriger Tätigkeit ihren Abschied vom ETV bekannt, auch ihr Amt als Leiterin der Basketballabteilung gab sie ab. Der ETV verzichtete nach dem Abstieg aus der 2. Bundesliga ProB auf die Teilnahme an der 1. Regionalliga und meldete seine Herrenmannschaft in der Saison 2022/23 in der 2. Regionalliga.
Die ETV-Damen stiegen 2024 unter Trainer Fredrick Kleemichen in die 2. Bundesliga auf.

### Schwimmen
Die Schwimmabteilung brachte schon in den 1950er Jahren erfolgreiche Schwimmer hervor. So wurde Erna Meyer 1954 Hamburger Meisterin über 100 Meter Freistil. Die ETV-Mitglieder Svenja Schlicht und Alexander Schowtka gewannen 1984 Silbermedaillen bei den Olympischen Sommerspielen 1984.

## Floorball/Unihockey
Die Unihockey-Abteilung stellt viele Mannschaften in unterschiedlichen Altersklassen, die am Spielbetrieb teilnehmen. So beginnt es in der Jugend bei der U11 über die U13, U15, U17 bis hin zur U19. Alle Juniorenteams spielen in regionalen Ligen. Im Herrenbereich nehmen drei Mannschaften am Spielbetrieb teil. Die Regionalligamannschaft (Kleinfeld) sowie jeweils eine Mannschaft in jeder Bundesligamannschaft (Großfeld). Im Damenbereich nehmen zwei Teams teil. Neben in der Bundesliga spielt ein Team des ETV mit in einer Spielgemeinschaft in der Regionalliga Nord-Nordwest, die sich aus dem ETV und dem VfR Seebergen-Rautendorf zusammensetzt.

## Fußball

### Geschichte
Bereits im Jahre 1896 wurde eine „Fußballmannschaft im ETV“ erwähnt. Im Rahmen des Deutschen Turnfestes 1898 in Hamburg traten einige DT-Vereine zu Fußballspielen gegeneinander an, darunter der ETV, der mit 5:0 über den MTV Magdeburg und 8:0 über den ATV Breslau obsiegte.
Am 12. Mai 1906 entstand die Fußballabteilung des ETV offiziell. Etliche Jahre vorher hatten sich einige Spieler zusätzlich dem Verbandsverein FC Hammonia angeschlossen, der aber inzwischen nicht mehr bestand. Am Spielbetrieb des Hamburg-Altonaer Fußball-Bundes nahm der ETV ab der Saison 1906/07 teil. Auf Grund seiner Spielstärke reihte der HAFB den ETV in die höchste Spielklasse, die 1. Klasse, ein (in der mit wenigen Ausnahmen alle 1. Mannschaften spielten). Sein erstes Punktspiel bestritt der ETV am 9. September 1906 beim SC Germania Hamburg' und verlor es nur knapp mit 1:2 Toren. Als Platz diente dem ETV, wie noch den meisten anderen Clubs in Hamburg und Altona, die Exerzierweide. Im Frühjahr 1907 erfolgte der Umzug zur Sternschanze, einige Jahre später zur Schlankreye und 1911 zum Lokstedter Steindamm, wo schließlich 1912 der (zweite) Eimsbütteler Tribünensportplatz „Hoheluft“ entstand und die Heimstätte der ETV-Fußballabteilung wurde. Für die Saison 1913/14 bildete der Norddeutsche Fußball-Verband mit der NFV-Verbandsliga eine übergeordnete regionale Spielklasse für die besten Clubs seiner spielstärksten Bezirke. Auch der ETV konnte sich als Tabellendritter der Hamburg/Altonaer 1a-Klasse qualifizieren. Nach einem vierten Tabellenplatz in der ersten Saison wurde die NFV-Verbandsliga nach dem Ausbruch des Ersten Weltkrieges wieder aufgelöst.
In der Hamburger 1a-Klasse, der damals höchsten Liga, gelang erstmals 1915 die Meisterschaft. Der ETV blieb auch in den 1920er Jahren erstklassig und qualifizierte sich mehrmals für die Endrunde um die norddeutsche Meisterschaft.
Ihre erfolgreichste Zeit hatte die Fußballabteilung dann in den 1930ern. In der Gauliga Nordmark holte die 1. Mannschaft von 1934 bis 1936 dreimal hintereinander die Meisterschaft und vertrat Hamburg in der Endrunde um die deutsche Meisterschaft. Zwar schied der ETV jeweils in den Gruppenspielen aus, doch sowohl in der Endrunde 1934 als auch in der Endrunde 1935 konnte man jeweils zu Hause den späteren Meister FC Schalke 04 besiegen.
Nach dem fünften Platz 1937 und zwei zweiten Plätzen 1938 und 1939 wurde mit Beginn des Zweiten Weltkrieges die Gauliga Nordmark in zwei Staffeln geteilt. Der ETV setzte sich in seiner Staffel durch und gewann die Entscheidungsspiele gegen den Hamburger SV mit 4:1 und 6:0. Damit gehörte der ETV zu den Endrundenteilnehmern 1940. In den Gruppenspielen scheiterte man als Zweiter erst am letzten Spieltag am späteren Vizemeister Dresdner SC. Danach wurde die Gauliga (inzwischen „Bereichsliga“) Nordmark wieder zu einer Staffel vereinigt, 1941 schlossen die ETVer auf dem zweiten Platz ab. Mit dem letzten Bereichsmeistertitel qualifizierte sich die Mannschaft noch einmal für die DM-Endrunde 1942, schied jedoch in der ersten Runde gegen Werder Bremen aus. Danach wurde der Sportbereich Nordmark aufgelöst; höchste Spielklasse waren nun drei kleinere Gauklassen. In der Gauklasse Hamburg blieb der ETV jedoch bis Kriegsende jeweils im Mittelfeld.
Nach dem Zweiten Weltkrieg fanden die Fußballherren des ETV bei der Gründung der Oberliga Nord als höchste Spielklasse 1947 keine Aufnahme. Doch bereits 1948 gelang der Aufstieg als Meister der Verbandsliga Hamburg. Acht Jahre blieb der ETV erstklassig, bevor er 1956 als Tabellenletzter absteigen musste. Der größte Erfolg war ein vierter Platz in der Saison 1951/52, die man punktgleich mit dem Tabellendritten FC St. Pauli beendete. Während der Oberligazugehörigkeit hatte der ETV auch mit einem rapiden Schwund im Zuschauerinteresse zu kämpfen. Kamen in den ersten beiden Jahren im Schnitt noch deutlich über 9.000 Zuschauer, waren es danach nur noch knapp über 5.000, im Abstiegsjahr erreichte man nur noch einen Schnitt von 3.700 Zuschauern.
Zwar gelang 1959 noch einmal die Meisterschaft in der zweitklassigen Amateurliga Hamburg, doch verpasste man den Wiederaufstieg in die Oberliga Nord. 1966 stieg man aus der drittklassigen Landesliga ab. Der Abstieg 1985 in die Bezirksliga war der zwischenzeitliche Tiefpunkt in der zu diesem Zeitpunkt Sechstklassigkeit. 1996 stieg der Gastronom Marco Hölder als Geldgeber bei den ETV-Fußballern ein, die zu diesem Zeitpunkt in der Landesliga spielende Mannschaft wurde mit mehreren Spielern verstärkt, die Oberligaerfahrung aufwiesen. 1998 stieg der ETV in die Verbands- und 1999 in die nunmehr viertklassige Oberliga Hamburg/Schleswig-Holstein auf. Im Spieljahr 1999/2000 verpasste die ab Oktober 1999 von Trainer Bert Ehm betreute Mannschaft den sportlichen Klassenerhalt in der Oberliga, blieb aber in der Liga, da sich der TSV Pansdorf zurückzog. In dieser Zeit verfügte der ETV mit Jörn Großkopf und Oliver Lüttkenhaus über zwei Spieler, die in früheren Jahren im Profibereich gespielt hatten. Auch im Spieljahr 2000/01 stieg die Mannschaft sportlich aus der Oberliga ab, wurde diesmal erneut durch den Rückzug mehrerer Vereine gerettet. 2001 wechselte Amir Shapourzadeh aus der Jugend des Niendorfer TSV zum inzwischen wieder von Holger Podein trainierten ETV. Später spielte Shapourzadeh im Profibereich. An die einstige Tradition konnte der ETV jedoch nicht mehr anknüpfen, auch das in den 1950ern noch große Zuschauerinteresse war völlig verschwunden. Ganze 207 Zuschauer kamen im Schnitt zu den ersten Oberligaspielen. Der ETV ließ 2001 auf dem Sportplatz am Lokstedter Steindamm eine Flutlichtanlage errichten, um die Heimspiele am Freitagabend austragen zu können und auf diese Weise zu versuchen, mehr Zuschauer anzulocken. Aus der Oberliga musste der ETV 2003 wieder absteigen.
Seit 2002 drohte der ETV-Fußballabteilung der Verlust ihres Sparbier-Sportplatzes, auf dem 40 Jugendmannschaften spielten. In dieser Auseinandersetzung kam es zu ernsthaften Konflikten mit dem ETV-Vorstand, der den Platz zugunsten einer Halle an ein privates christliches Klinikum hergeben wollte. Die Fußballabteilung dachte zeitweise über einen Austritt aus dem ETV nach. 2009 erhielt der Verein im Gegenzug für die Abgabe von 3000 m² Fläche zwei neue Kunstrasenplätze auf dem Gelände inklusive Flutlichtanlage und Funktionsräumen. Zusätzlich wurde im Februar 2014 eine neue, 1.500 m² große Sporthalle, ebenfalls vom Klinikum gebaut, eröffnet, die von Schulen und dem ETV als Betreiber genutzt wird.
2005 mussten die Fußballherren dann erneut absteigen – dieses Mal aus der Verbandsliga in die sechstklassige Landesliga. Später ereilte die Mannschaft ein weiterer Abstieg in die siebtklassige Bezirksliga Nord. In der Saison 2008/09, in der der ETV sowohl in Bezirksliga Nord als auch in der Bezirksliga Süd eine Mannschaft stellte, gelang der nominell zweiten Mannschaft über eine Relegationsrunde der Wiederaufstieg in die Landesliga (Staffel Hammonia). Dort erreichte die nun als 1. Herren antretende Mannschaft in der Saison 2009/10 den vierten Tabellenplatz und im Folgejahr 2010/11 den neunten Rang. Zudem gewann der Verein mit einem 1:0-Finalsieg über Vorwärts-Wacker Billstedt zum ersten Mal den Hamburger Landespokal und qualifizierte sich damit für die 1. Hauptrunde des DFB-Pokals 2011/12, in der sie auf den Zweitligisten SpVgg Greuther Fürth traf.
Die bisherigen Landesliga- und Bezirksliga-Mannschaften traten vor der Saison 2011/12 aus dem Verein aus, zuvor war es zwischen der Fußballabteilung sowie dem Hauptverein zum Streit über die Vergabe der Pokaleinnahmen gekommen. Somit trat die bisherige U-19-Mannschaft, die 2011 Hamburger Meister wurde, als 1. Mannschaft des ETV in der Landesliga an und bestritt auch das DFB-Pokalspiel gegen Greuther Fürth. Das Spiel im Stadion Hoheluft, dem Platz des benachbarten SC Victoria, ging am 31. Juli 2011 mit 0:10 deutlich verloren. 2014 musste man in die Bezirksliga absteigen, ehe der ETV fünf Jahre später wieder in die Landesliga aufstieg. 2022 folgte der Sprung in die Oberliga, in welcher die Mannschaft auf Anhieb den dritten Platz erreichte. Da weder der TSV Sasel noch die TuS Dassendorf eine Regionalligalizenz beantragt hatten, nahm der ETV an der Aufstiegsrunde zur Regionalliga teil. Mit einem 1:1 beim OSC Bremerhaven und einem 4:0-Sieg gegen den FC Kilia Kiel wurde der Aufstieg in die vierthöchste Spielklasse erreicht. Nach Ende der Saison 2023/2024 stieg die Mannschaft sofort wieder ab.
Zur Saison 2019/20 gelang der U-19-Mannschaft von Trainer Loïc Favé der Aufstieg in die A-Junioren Bundesliga, nachdem ihm dies ein paar Jahre zuvor bereits mit der U-17-Mannschaft des ETV gelungen war. Der Außerordentliche DFB-Bundestag hatte die Saison 2019/20 aufgrund der COVID-19-Pandemie für alle Juniorenwettbewerbe zu einem Zeitpunkt abgebrochen, als die U19 aufgrund ihres Punktequotienten auf dem aufstiegsberechtigten zweiten Platz der A-Junioren Regionalliga Nord stand. Damit spielten die A-Junioren erstmals in der höchsten Spielklasse. Im Sommer 2020 wechselte Favé zum FC St. Pauli, wo er als Co-Trainer von Timo Schultz fungierte.

### Skandal um Mannschaftsrücktritt
Bundesweites Medienecho erntete der Verein, als im Juni 2011 die gesamte Landesliga-Mannschaft mit Trainer aus dem Verein austrat. Einige Tage später trat auch die 2. Mannschaft aus.
Die Mannschaft lehnte den Entwurf des Vorstands, der die Verteilung der Einnahmen aus der Teilnahme am DFB-Pokal regeln sollte ab, da die Aufteilung der Garantieeinnahmen von rund 110.000 Euro nicht in dem Maße, wie von der Mannschaft gewünscht, erfolgen sollte. Während der Klub-Vorstand 50 % der gesamten Fußballabteilung zukommen lassen wollte und mit den anderen 50 % Rücklagen für einen 500.000 € teuren zweiten Kunstrasenplatz bilden wollte, wollten die Spieler einen persönlichen Bonus für den Erfolg der vergangenen Saison in Höhe von 25.000 €, einen Etat von 30.000 € für die kommende Saison, 15.000 € für Trikots, Bälle und weiteres Equipment für die Herren-Mannschaften und 10.000 € für die Fußball-Jugendmannschaften. Lediglich die Restsumme von 30.000 € sollte dem Verein allgemein zur Verfügung gestellt werden. Begründet wurde dies unter anderem, dass „Trikots, Bälle und Anzüge.... nicht vom Verein ETV gestellt werden“.

### Bekannte Spieler
Aus den Reihen des Eimsbütteler TV stammen fünf Spieler der deutschen Nationalmannschaft:
- Hans Rohde, 25 Länderspiele
- Otto Rohwedder, 5 Länderspiele
- Hermann Neiße, 3 Länderspiele
- Erwin Stührk, 3 Länderspiele
- Herbert Panse, 1 Länderspiel

Weitere bekannte Spieler sind:
- Hanno Maack
- Karl-Heinz Manja
- Kurt Manja
- Justin Njinmah
- Jens Scharping
- Fabian Hürzeler

- Der Festredner zum hundertjährigen Jubiläum der Fußballabteilung, Rhetorikprofessor und Schriftsteller Walter Jens, hat nach eigener Aussage nicht im ETV Fußball gespielt[74]

## Sportzentrum Hoheluft
Am 21. Oktober 2021 eröffnete der ETV nach knapp zweijähriger Bauzeit sein multifunktionales Sportzentrum. Das neue Sportzentrum erstreckt sich auf einer Fläche von circa 8.000 Quadratmeter und wurde komplett barrierefrei gestaltet. Darüber hinaus wird das Sportzentrum durch die Nutzung von Fernwärme sowie Gründach und Photovoltaikanlage nachhaltig betrieben. Das Gebäude ist in fünf Etagen aufgeteilt und erweitert das Sportangebot des Vereins. Dazu gehört auch eine vereinseigene Bewegungskita und eine Kinderbewegungswelt. Das Sportzentrum Hoheluft ist das größte Neubauprojekt im Vereinssport in ganz Deutschland.